# Sophron inornatus
Sophron inornatus là một loài bọ cánh cứng trong họ Cerambycidae.